# Monts Zambales
Les monts Zambales sont une chaîne de montagnes située dans l'ouest de l'île de Luçon, aux Philippines. Elle s'étend sur un axe nord-sud, du golfe de Lingayen dans la province Pangasinan, jusqu'à la baie de Manille dans la province de Bataan, face à la mer de Chine méridionale à l'ouest. Les monts Zambales culminent au High Peak (2 037 mètres d'altitude) mais sont plus connus pour abriter le Pinatubo dont l'éruption de 1991 a fait de nombreuses victimes en étant la deuxième plus puissante du XXe siècle. Ils abritent une végétation dense.